# 울산조선해양축제
울산조선해양축제는 울산광역시 동구에서 개최하는 축전이다.